# 慕尼黑地铁3号线
慕尼黑地铁3号线（U-Bahn-Linie 3 München）全长19公里，共设有地25座车站。起始站分别为莫萨赫站到菲尔斯滕里德西站。在高峰时段，地铁3号线和6号线的运行间隔为5分钟。